# Даг Мейсон
Даг Ме́йсон (англ. Doug Mason; нар. 20 серпня 1955, м. Садбері, Онтаріо, Канада) — канадський хокеїст, нападник.

## Кар'єра (гравця)
Даг Мейсон грав з 1972 по 1976 роки за клуб «Велланд Сейбрс» (Південна Онтарійська молодша хокейна ліга). З 1976 по 1978 виступав за клуби (Онтарійської хокейної асоціації) «Тандер Бей Твінс» та «Кембридж Горнетс». У сезоні 1976/77 Даг дебютує на професійному рівні в складі клубу «Порт Гурон Флегз», (Міжнародна хокейна ліга), провів три гри. Дев'ять сезонів з 1979 по 1988 виступав за нідерландський «Тілбург Трепперс» (Ередивізі).

## Статистика гравця
| Сезон           | Клуб               | Ліга            | Регулярний сезон | Регулярний сезон | Регулярний сезон | Регулярний сезон | Регулярний сезон | Плей-оф | Плей-оф | Плей-оф | Плей-оф | Плей-оф |
| Сезон           | Клуб               | Ліга            | І                | Г                | П                | О                | ШХ               | І       | Г       | П       | О       | ШХ      |
| --------------- | ------------------ | --------------- | ---------------- | ---------------- | ---------------- | ---------------- | ---------------- | ------- | ------- | ------- | ------- | ------- |
| 1972/73         | «Велланд Сейбрс»   | ПОМХЛ           |                  |                  |                  |                  |                  |         |         |         |         |         |
| 1973/74         | «Велланд Сейбрс»   | ПОМХЛ           |                  |                  |                  |                  |                  |         |         |         |         |         |
| 1975/76         | «Велланд Сейбрс»   | ПОМХЛ           |                  |                  |                  |                  |                  |         |         |         |         |         |
| 1976/77         | «Тандер Бей Твінс» | ОХА             | 26               | 15               | 8                | 23               | 20               |         |         |         |         |         |
| 1976/77         | «Порт Гурон Флегз» | IHL             | 3                | 0                | 1                | 1                | 7                | –       | –       | –       | –       | –       |
| 1977/78         | «Кембридж Горнетс» | ОХА             | 38               | 26               | 22               | 48               | 32               |         |         |         |         |         |
| 1979/80         | «Тілбург Трепперс» | Ередивізі       | 37               | 41               | 41               | 82               | 52               |         |         |         |         |         |
| 1980/81         | «Тілбург Трепперс» | Ередивізі       | 46               | 37               | 55               | 92               | 54               |         |         |         |         |         |
| 1981/82         | «Тілбург Трепперс» | Ередивізі       | 52               | 38               | 47               | 85               | 88               |         |         |         |         |         |
| 1982/83         | «Тілбург Трепперс» | Ередивізі       | 20               | 13               | 17               | 30               | 26               |         |         |         |         |         |
| 1983/84         | «Тілбург Трепперс» | Ередивізі       | 54               | 47               | 66               | 113              | 31               |         |         |         |         |         |
| 1984/85         | «Тілбург Трепперс» | Ередивізі       | 24               | 15               | 22               | 37               | 28               |         |         |         |         |         |
| 1985/86         | «Тілбург Трепперс» | Ередивізі       | 41               | 33               | 51               | 84               | 38               |         |         |         |         |         |
| 1986/87         | «Тілбург Трепперс» | Ередивізі       | 31               | 15               | 29               | 44               | 12               |         |         |         |         |         |
| 1987/88         | «Тілбург Трепперс» | Ередивізі       | 38               | 12               | 24               | 36               | 24               |         |         |         |         |         |
| Ередивізі разом | Ередивізі разом    | Ередивізі разом | 343              | 251              | 352              | 603              | 353              |         |         |         |         |         |

## Кар'єра тренера
Перш, ніж Даг Мейсон почав працювати тренером у Німецький хокейній лізі, він працював протягом багатьох років у Нідерландах та Канаді. Тренував команди Ейндговена, Утрехту, «Тілбург Трепперс», Азіаго та «Садбері Вулвс». У Німецький хокейній лізі дебютував помічником головного тренера у 1998 році, клуб «Аугсбург Пантерс», а з сезону 1998/99 очолив клуб Крефельдські Пінгвіни. У «пінгвінах» він провів три сезони, після чого вже наступного сезону очолив «Цуг».
З сезону 2003/04 Мейсон очолює клуб «Ізерлон Рустерс», який уникнув вильоту. Після чого з ним уклали контракт до 2006 року. Працював головним тренером національної збірної Нідерландів на чемпіонаті світу 2005 року в Ейндговені. З квітня 2006 року, Даг Мейсон стає головним тренером «Кельнер Гайє». У сезоні 2007/2008 стає віце-чемпіоном. Після семи ігор сезону 2008/09, Мейсона звільняють з посади головного тренера, так як «Кельнер Гайє» мав в пасиві сім поразок.
У сезоні 2009/10 Мейсон тренував Адлер Мангейм, але 11 січня 2010 після восьми поразок у дев'яти матчах був відправлений у відставку. 13 грудня 2010 Даг Мейсон очолив свій колишній клуб «Ізерлон Рустерс». Цей чемпіонат команда завершила на дванадцятому місці. У наступному чемпіонаті «Ізерлон Рустерс» також фінішував поза зони плей-оф. Сезон 2012/13 став останнім у клубі «Ізерлон Рустерс». З жовтня 2014 Мейсон тренує австрійський клуб «Клагенфурт» (Австрійська хокейна ліга).